# Paul de Lange
Paul de Lange (Beverwijk, Países Bajos, 4 de febrero de 1981) es un futbolista neerlandés. Juega de centrocampista y su equipo actual es el VV Katwijk de la Tweede Divisie de Países Bajos. 

## Trayectoria
De Lange debutó el 19 de agosto del 2000 en el Stormvogels Telstar de los Países Bajos ante el Excelsior Rotterdam en un partido de la Eerste Divisie en un partido que finalizó 3-1 a favor de la escuadra de De Lange.
Debutó en la Eredivisie en el año 2003 con el SC Heerenveen.
En la temporada 2008-09 de la Eredivisie, de Lange militó en el FC Volendam, club en el cual permanece inclusive después de su descenso a la Eerste Divisie.
De Lange lleva jugados 241 partidos y 13 goles anotados a lo largo de su carrera profesional.

## Clubes
| Club                    | País         | Año       |
| ----------------------- | ------------ | --------- |
| Stormvogels Telstar     | Países Bajos | 2000-2003 |
| SC Heerenveen           | Países Bajos | 2003-2004 |
| RBC Roosendaal          | Países Bajos | 2004-2007 |
| Veria FC                | Grecia       | 2007-2008 |
| FC Volendam             | Países Bajos | 2008-2011 |
| Almere City FC (cedido) | Países Bajos | 2011-2012 |
| FC Volendam             | Países Bajos | 2012-2013 |
| VV Katwijk              | Países Bajos | 2013-     |